# Những đứa con biệt động Sài Gòn
Những đứa con biệt động Sài Gòn (tên khác: Không chùn bước) là một bộ phim truyền hình được thực hiện bởi Hãng phim Long Vân cùng Công ty Cổ phần Dịch vụ Truyền thông Hòa Bình do NSƯT Khương Đức Thuận, Đặng Minh Quang (phần 1) và Đỗ Chí Hướng (phần 2) làm đạo diễn. Phần 1 của phim được phát sóng vào lúc 20h30 từ thứ hai đến thứ tư hàng tuần bắt đầu từ ngày 28 tháng 3 năm 2011 và kết thúc vào ngày 11 tháng 5 năm 2011 trên kênh THVL1, phần 2 của phim được phát sóng vào lúc 20h00 từ thứ hai đến thứ năm và chủ nhật hàng tuần bắt đầu từ ngày 26 tháng 5 năm 2014 và kết thúc vào ngày 13 tháng 7 năm 2014 trên kênh HTV7.

## Nội dung
Những đứa con biệt động Sài Gòn xoay quanh cuộc chiến chống các tội phạm về ma tuý, bắt đầu vào thời điểm trật tự an toàn tại thành phố Hồ Chí Minh diễn biến phức tạp, một số ổ nhóm tội phạm tranh giành lãnh địa hoạt động khá manh động, gây ra bao phiền toái và bất an với Nhân dân thành phố... Ba chiến sĩ công an Nguyễn Đắc Vi (Bá Cường), Giang Quân (Ngọc Hùng) và Trần Cao Dũng (NSƯT Khương Đức Thuận) là con của các chiến sĩ biệt động Sài Gòn năm xưa, được Bộ Công an giao cho nhiệm vụ triệt phá hang ổ của bọn buôn bán và vận chuyển ma túy.

## Diễn viên

### Diễn viên chính
- NSƯT Khương Đức Thuận trong vai Trần Cao Dũng
- Bá Cường trong vai Nguyễn Đắc Vi
- Ngọc Hùng trong vai Giang Quân

### Phần 1
- NSƯT Hai Nhất trong vai Bảy Xoài
- Kim Chi trong vai Vợ Bảy Xoài
- Trần Minh trong vai Hai Quý
- Kim Phượng trong vai Phượng "đê"
- Trúc Phương trong vai Thuý "kiếm"
- Văn Luật trong vai Sứ
- Minh Hoàng trong vai Người Vô Danh
- Lệ Hà trong vai Minh Thư
- Lan Phương trong vai Diệu Linh

### Phần 2
- Khánh Huyền trong vai Trang Hạ
- Bình Minh trong vai Hoàng Hiệp
- Thục Châu trong vai Thanh Hằng
- Robert Dũng trong vai Hoàng Vũ
- NSƯT Tạ Minh Thảo trong vai Giàng A Páo
- Phương Hạnh trong vai Tuyết Nhung

Cùng một số diễn viên khác....

## Ca khúc trong phim
- Xin được thấy bình minh

Sáng tác: Tuấn Khanh
Thể hiện: Phạm Anh Khoa
- Tôi đang ở đâu

Sáng tác: Tuấn Khanh
Thể hiện: Siu Black

## Doanh thu và đánh giá
Những đứa con của biệt động Sài Gòn được báo chí chính thống Việt Nam đánh giá tích cực, với các nhận xét như "đỉnh cao của nghệ thuật", "hoàn hảo về mặt võ thuật", "thật đến từng chi tiết"... Nhưng về doanh thu, đến tháng 11 năm 2011, trả lời phỏng vấn của báo Tiền Phong, đạo diễn Long Vân cho biết bộ phim vẫn còn lỗ .
Nhiều blogger và một số phản hồi trên các trang web xem phim trực tuyến cho rằng bộ phim quá xa rời thực tế, diễn viên (nhất là diễn viên đóng thế) còn quá gượng gạo và trong phim có nhiều lời lẽ thô tục không phù hợp cho trẻ em.

## Giải thưởng
| Năm  | Giải thưởng                                | Hạng mục                  | (Người) đề cử | Kết quả       | Tham khảo |
| ---- | ------------------------------------------ | ------------------------- | ------------- | ------------- | --------- |
| 2011 | Liên hoan Truyền hình Toàn quốc lần thứ 31 | Phim truyền hình          | —             | Giải bạc      | [ 2 ]     |
| 2011 | Liên hoan Truyền hình Toàn quốc lần thứ 31 | Diễn viên xuất sắc        | Hai Nhất      | Đoạt giải     | [ 3 ]     |
| 2011 | Giải Cánh diều                             | Phim truyện truyền hình   | —             | Cánh diều bạc | [ 4 ]     |
| 2014 | Giải Mai Vàng                              | Nam diễn viên truyền hình | Bá Cường      | Đề cử         | [ 5 ]     |